# Femunden
Femunden est le second lac naturel de Norvège de par sa superficie de 203,52 km2. Il fait 132 mètres de profondeur, son volume est estimé à 6,00 km3 et sa surface se trouve à une altitude de 662 mètres. Il est situé sur le territoire des villes de Røros (Sør-Trøndelag), de Engerdal et de Os (Hedmark), dans les deux comtés de Hedmark et Sør-Trøndelag.